# M22蝗蟲式輕型坦克
M22「蝗蟲」式空降輕型坦克是一款美國於二戰期間設計并生產的輕型坦克。1941年，英國陸軍部要求美國政府設計一款專門設計、並能由滑翔機運輸的空降輕型坦克並將其投入作戰以支援英國空降部隊。隨後，美國即開始研發M22輕型坦克。最初，英國陸軍部爲空降部隊選定的是Mk.VII領主輕型坦克，但是這款坦克最初不是設計用於空降的，因此，英國陸軍部認爲需要用一款專門設計的空降坦克來取代它。而美國軍械局則受邀研發這一款取代Mk.VII領主的坦克。最後，美國軍械局把設計工作交給了馬蒙 - 赫林頓，並要求其在1941年5月前造出原型車。原型車被命名爲「T9（空降型）輕型坦克」。M22坦克能由道格拉斯C-54空中霸王式滑翔機或GAL.49哈米卡爾滑翔機運載。
在對最初的原型車進行了一系列改進後，T9坦克的生產於1943年4月開始——比原來的預期要晚很多。這是因爲坦克的設計被發現存在幾個問題。馬蒙 - 赫林頓僅在1943年晚期和1944年早期生產過T9坦克，在之後，T9坦克就被認爲過時了。1945年2月生產結束時，一共只有450輛T9坦克下線。軍械局將其編號爲M22，但是卻沒有作戰部隊裝備M22坦克。但是英國陸軍部卻認爲儘管這款坦克存在缺陷，但是仍可以表顯得很好。因此，這批坦克又被命名爲“蝗蟲”。隨後，有260輛M22坦克根據《租借法案》被運到了英國。其中，英國第六空降師裝甲偵查團於1943年晚期接受了17輛，但是M22蝗蟲坦克卻因爲機械問題而被棄置不用，該團之後仍然使用原來裝備的領主坦克。
然而，在1944年十月，該團剩餘的領主坦克卻被M22坦克替代，其中還有8輛參與了次年（1945年）3月的瓦西提行動。不過這些坦克在作戰中表現不佳；其中幾輛在降落時即被擊毀，另外還有一輛蝗蟲坦克因裝甲被德軍的自行火炮擊穿而被毀。最終，只有兩輛M22坦克成功抵達了集合地點並參與稍後的作戰。它們在一個步兵連的配合下佔領了一個制高點。但是幾小時後，因爲敵軍的炮火使得步兵傷亡慘重，這兩輛坦克又不得不從那裏撤離。在1946年，蝗蟲坦克被英軍歸爲“過時的坦克”。之後，它們又被外國的部隊使用。比利時陸軍就曾在他們的M4雪曼坦克團中使用M22坦克來執行偵察任務。同時，埃及陸軍也在第一次中東戰爭中使用過幾個營的M22坦克。

## 研發歷史

### 背景

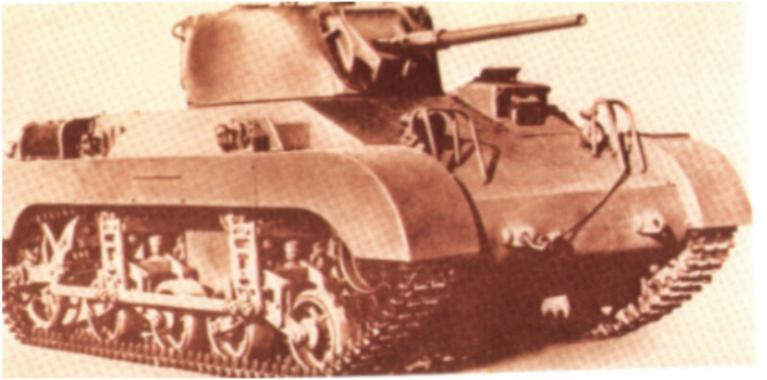
T9E1，M22蝗蟲坦克的原型車

M22（空降型）輕型坦克同樣被稱爲“蝗蟲”。1941年，英國軍方要求美國政府設計一款專門設計、並能由滑翔機運輸的空降輕型坦克。隨後，作爲回應，美國在該年晚些時候開始研發M22輕型坦克。.在英軍作出該決定時，陸軍部考慮將其分配給英國尚不成熟的空降部隊使用。這一之部隊是在1940年6月由溫斯頓·丘吉爾下令成立的。在陸軍部的官員測試了所有可能由英國的空降師使用的裝備後，他們得出了滑翔機是這樣的部隊不可或缺的裝備這一結論。滑翔機可以用於運載人員和重型裝備。英軍的重型裝備在1941年包括了火炮和某種類型的坦克。搭載空降坦克的計劃隨後經過了多次修改，最終，在1941年5月，軍方下定了一架改造過的滑翔機可以搭載一架重達5.5公噸的坦克飛行480到560公里的結論。在一次召開於1941年1月16日的會議上，軍方選定了當時尚處於研發階段的GAH滑翔機。按計劃，它將搭載一輛坦克或兩輛通用載具。
在此前不久，英國陸軍部曾經決定不再在英軍中大量裝備輕型坦克。英國的輕型坦克在法國戰役中表現差勁，并被認爲是一個負擔。作爲結果，由維克斯-阿姆斯特朗生產的Mk.VII領主坦克即被歸入過時裝備之列。這使得空降部隊可以得到這款坦克，隨後，它被英國陸軍部選中作爲由滑翔機運載的坦克。然而，這款坦克最初的設計定位並不是空降坦克或空運坦克，其自身也存在一些缺陷。因爲尺寸過小，所以這款坦克僅能容納三名乘員。他們分別是坐在車體內的駕駛員，坐在炮塔內的車長和炮手。當時英軍發現這樣的組合人數太少，無法高效地操作領主坦克。車長和炮手除了幹本職工作外，還需要爲QF 2磅炮裝填彈藥，這使得戰時的反應速度下降。1941年1月的一份有關領主坦克的報告稱，車長要同時控制開火和行駛，在戰鬥中幾乎沒有更多的精力來指揮一隊領主坦克。同時，英國陸軍部還發現它的冷卻系統也存在問題。這使得領主坦克不適合在像中東和北非這樣的炎熱環境下作戰。
因此，英軍就需要一款專門設計的空降型輕型坦克來取代領主坦克。不過，陸軍部卻因爲英國的研發能力不足而決定不在英國製造這款坦克。美國政府最終同意了華盛頓特區的英國航空委員會提出的研發取代領主坦克的坦克的要求。根據該委員會的要求，這款坦克的重量要在9到10公噸之間（這一重量是英國陸軍部認爲的滑翔機的最大載重）。同時，這款坦克要裝備一門37mm口徑的主炮和一挺.30-06白朗寧M1919中型機槍，並能由3名乘員操作。此外，這款坦克的最大速度要達到64千米/小時，作戰半徑要能達到320公里，炮塔裝甲和車體前裝甲厚度要在40毫米到50毫米之間，車體側面裝甲厚度要能達到30毫米。美國把這一任務交給了美國軍械局。而美國軍械局則向三家美國公司提出了設計要求。這三家公司是J.沃爾特·克里斯蒂、馬蒙-赫林以及通用汽車。克里斯蒂於1941年中期提交的方案因爲該公司在該年11月製造的原型車的大小不符合要求而被否決。在一次1941年5月的會議上，美國軍械局選擇了馬蒙-赫林的設計，並要求該公司製造一輛原型車。美國軍械局要求的原型車在1941年晚期完成。馬蒙-赫林和美國軍械局將其命名爲T9輕型（空降）坦克。

### 研發
T9坦克一共由三名乘員操作，其重量爲6.7公噸。它的主要武器是一門配有.30-06白朗寧M1919同軸機槍的37毫米火炮。另外，在它的車體前方還有兩挺機槍。它的主炮和同軸機槍安裝在一個電動炮塔內。它的主炮還安裝了一個火炮穩定器，這使得T9坦克可以在移動時開火。爲其提供動力的是一臺162匹的6缸氣冷萊康明發動機，它可以爲坦克提供64公里/小時的最快速度。T9坦克各處的裝甲厚度有所不同：車體的前、後、側部裝甲厚度均爲12.5毫米（如果某處的裝甲板是傾斜安放的，那麼厚度則是9.5毫米）因爲T9坦克最初設計時沒有考慮到它會由滑翔機運輸，因此，爲了讓這款坦克能夠由道格拉斯C-54空中霸王運輸，設計者在原設計上做了一個修改——在坦克底盤的四個方向上，各焊上了一個升降支架。T9坦克的炮塔被設計成可拆卸式的，以便於在其由C-54運輸時將其分開。在坦克到達戰場後，再將其裝好。安裝炮塔需要6個人花費25分鐘，而拆卸則需要10分鐘。另外，C-54只能在專門設計的機場降落。不過，T9坦克的重量，大小和形狀都未超出GAL.49哈米卡爾滑翔機的承載能力，這表明設計者是專門選擇這一尺寸的，以使得這款坦克在需要時能由滑翔機運輸。

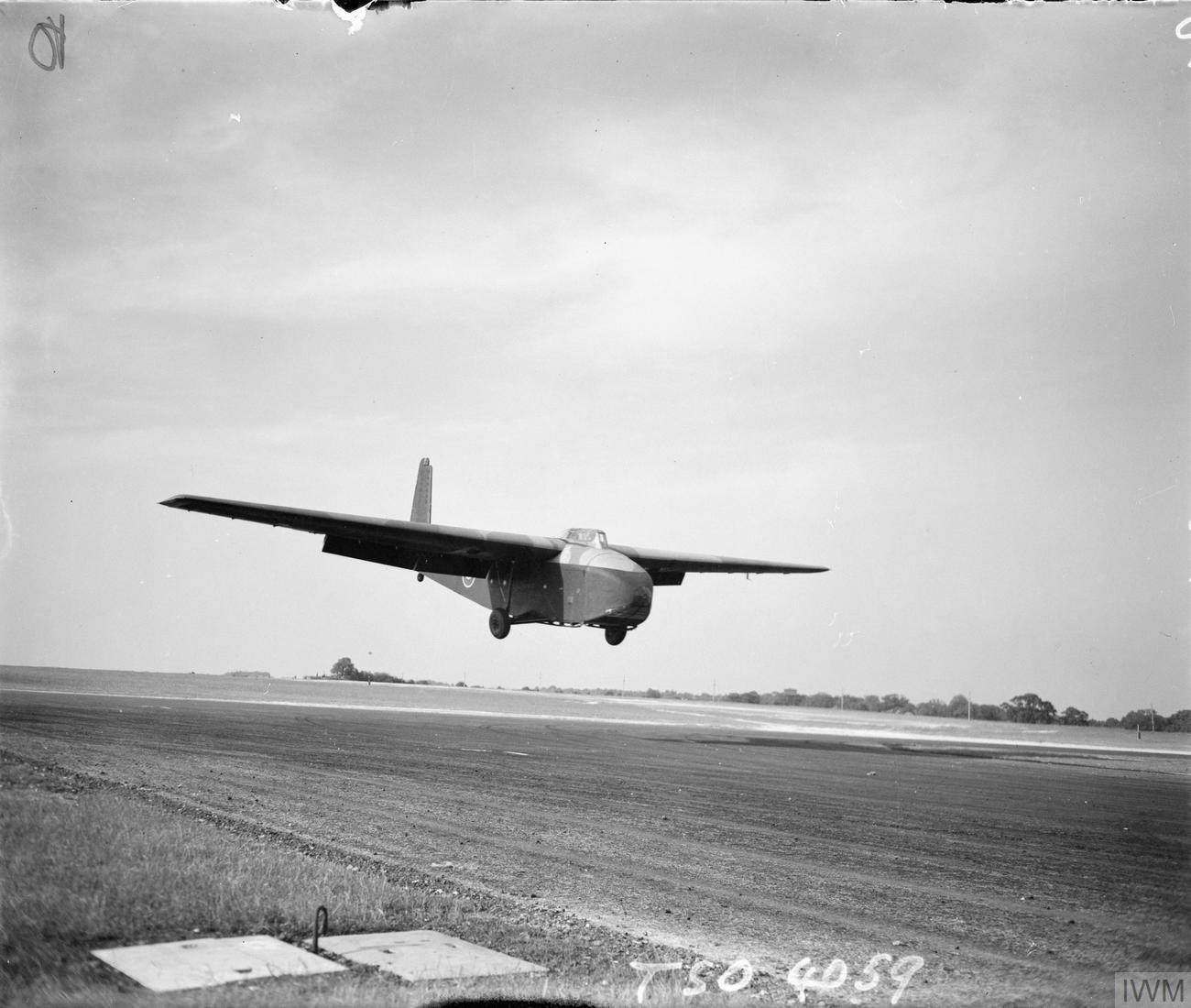
一架飛行中的哈米卡爾滑翔機。這款滑翔機曾被用於運輸蝗蟲式坦克。

在測試期間，研發者曾經對這款坦克做過一些改動。最主要的改動是爲T9坦克安裝上了支撐鋼樑，以提高這款坦克懸掛的性能和強度。這一改動使得這款坦克的重量增加到了7.05公噸，這恰好是哈米卡爾滑翔機的最大載重量。 1942年1月，美國軍械局訂購了兩輛原型車。這兩輛原型車在1942年11月由馬蒙-赫林交付軍械局使用。這兩輛原型車都被命名爲「T9E1」。這兩輛原型車應要求在上一輛原型車的基礎上做了一些改進，包括改變炮塔的形狀，拆除電力橫動裝置以減輕重量、爲主炮加裝陀螺穩定器、以及將車體的前部由階梯狀改爲一個傾斜程度更高的形狀、拆除底盤前部的兩挺.30-06機槍、爲減輕重量而對履帶進行改進。然而，美國軍械局卻打破慣例，在1942年4月T9E1尚未交貨的情況下（按原計劃T9E1要到1942年11月纔能交貨）訂購了一批採用最初設計的T9坦克。最初，訂購數目是500量，但很快訂購數目就飆升到1900輛。這批坦克按計劃，會於1942年11月開始交付部隊使用。然而，因爲製造上遇到困難，加上原設計的改變，開始交付的日期被迫推遲。直到1943年4月，馬蒙 - 赫林頓纔真正開始T9坦克的生產。
T9坦克的生產在1943年8月到1944年1月期間達到了頂峯，產量達到了每月100輛。但是，每月的產量在英國人和美國人將測試結果遞交給美國軍械局之後迅速下降，到了最後，只有830輛T9坦克下線。因爲發現該車在設計上存在問題，因此軍械局雖將其編號爲「M22」，但是卻將其劃入「受限規格」之列。雖然有一些M22坦克被用於訓練，但是沒有任何一支美軍作戰部隊裝備過這款坦克。儘管當時有人擔心是否有足夠多的運輸機來把M22運送到戰場，美軍在當時新建的兩支實驗部隊——組建於1943年8月15日的第151空降坦克連和同年12月組建第28空降坦克營，還是裝備了M22坦克。但是，美軍從未將這兩支部隊投入實戰中，因爲美軍沒有興趣使用空降能力不佳的M22坦克。第1951空降坦克營一直留守美國本土，在大戰期間穿梭於美軍的各個基地中。而第28空降坦克營則在1944年換裝了傳統的坦克。1944年4月，美軍又訂購了25輛M22坦克，準備將其用於歐洲戰區的作戰中。這批坦克於當年9月交付。雖然其中有一小批M22坦克被送到駐紮在法國阿爾薩斯的美國第六軍團進行測試，但是，這批坦克卻從參與過實戰。然而，英國卻依然提出需要M22來替代領主坦克。因此，1942年5月，美國人將M22坦克的第一輛原型車送往英國。英國人隨後對其進行了測試。1943年7月，第二輛原型車T9E1也被送往了英國。儘管英國陸軍部認爲M22坦克擁有一些缺陷，但是它們卻認爲它可以作爲空降坦克還是恰如其分的。因此，這款坦克被正式定名爲「蝗蟲」，其中有260輛作爲租借法案的一部分被送往英國。但是，大部分的M22坦克雖然都一直處於封存狀態直到大戰結束後報廢。僅有8輛M22坦克被英國空降部隊用於實戰。

### 缺陷
美國軍械局和位於拉爾沃思山脈的英國裝甲重炮學院在1943年-1944年間對M22進行了廣泛的測試。在測試中，測試人員發現M22坦克存在不少缺陷和問題。英國裝甲重炮學院指出把M22坦克裝上C-54運輸機對需要花費相當長的時間以及需要用到複雜的設備。儘管操作人員在受訓後能夠更快地完成這一工作，但這個過程要花上6個沒有經過專門訓練的人24分鐘時間。卸載也需要花上很長的時間，大約要花上10分鐘的時間——這意味着整整10分鐘位於戰場的C-54運輸機和M22坦克都是敵人的活靶子。因此，前線是否有能讓滿載的C-54降落的機場很大程度上影響了M22坦克作戰價值的高低，特別是在機場位於地理位置不佳的地方或是前線壓根就沒有這樣的機場，需要在空降行動之前提前佔領一個這樣的機場。隨後，美國人研發出了菲爾柴爾德C-82包式運輸機。這款運輸機可以將M22坦克裝入其機艙，竝可通過一個翻蓋門將M22卸下。但是，這款飛機直到二戰結束都沒能得以入役。美國陸軍裝甲局在1943年9月做了一份有關M22坦克的批評報告，該報告中指出，M22坦克的可靠性和耐用性都不足，而且還暗示這款坦克在空降作戰中不能很好地完成任務。1944年，美國人還發現這款坦克的設計已經明顯過時。M22坦克裝甲甚至脆弱到不足以抵抗.50英寸口徑的機槍射出的穿甲彈的地步。同時，其37毫米主炮並不能擊穿大部分當時爲軸心國所用的坦克。同年（1944年）3月13日，第六空降裝甲偵查團的軍人們在一份報告中稱，M22坦克發射的高爆彈在爆炸後威力小到難以讓人發現其造成的破壞。同時，因爲機械設計上的問題，使得其機械表現得不太可靠。另外，這款坦克的發動機的動力也被發現不足，這可能是發動機轉矩特性上的問題或是差勁的傳動裝置所致。

## 作戰歷史

### 二戰

#### 初次作戰
1941年晚期，一些新建的英國部隊進行了空降作戰的訓練。這些部隊中，規模最大的是當時新組建的英國第一空降師。1942年1月19日，陸軍部認爲有必要在該師的火力支援部隊中加入輕型坦克部隊。這樣的部隊被稱爲「輕型坦克連」，由19輛輕型坦克組成。在作戰中，該部隊會走在師的前方，利用速度優勢佔領據點，並堅守它們直到友軍部隊過來接防。最終，英軍將先前在1942年中期的馬達加斯加戰役中作爲獨立坦克部隊作戰的「丙特戰連」改組爲這樣的「輕型坦克連」。該連的裝備仍然是領主坦克，不過它們在此前不久已經由陸軍部改裝爲了空降坦克。擁有包括7輛領主坦克在內的車輛的丙特殊作戰連在1942年6月24日正式劃給了英國第一空降師。在交接以後，該連立即開始訓練。但是，該連並未在第一空降師麾下待太久。1943年中期，第一空降師被派往中東參加盟軍進攻西西里的戰鬥，而該連因爲滑翔機數目不足以運輸及部署該連的所有領主坦克而留在了英國。

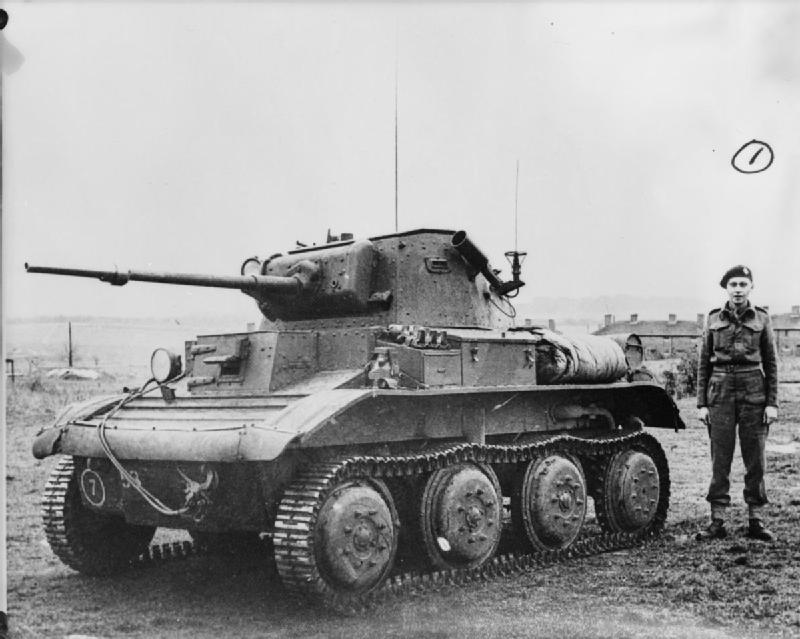
安裝利特爾約翰適配器的領主坦克。領主坦克最初由英國空降軍使用，但是後來卻爲M22坦克所取代

英軍隨後該連劃配到1943年4月成立的英國第六空降師中。這支部隊直到二戰結束都一直隸屬於該師。該連繼續接受空運部隊的訓練，並參加了一系列的演習以使該連熟悉在作戰中的任務——這包括偵察敵軍的位置，以及反擊敵軍的步兵和裝甲。在7月中旬，美國派遣了一名飛行員到英國說明如何使用哈米卡爾滑翔機裝載坦克以及如何讓它們着陸。同年10月25日，該輕型坦克連受到了運來的17輛M22坦克。這些坦克在11月正式入役，竝取代了大多數的領主坦克。不過該連還是保留了一小部分安裝3英寸步兵支援榴彈炮的「領主近程支援坦克一式」（英語：Tetrarch 1 CS）。一些M22坦克裝備了裏特爾約翰適配器以提高主炮的射程和穿甲能力。不過，到底有多少M22坦克安裝了利特爾約翰適配器，以及這種裝置是在製造時裝上去的還是在由該連接後裝上去的都尚不清楚。該連在1943年12月被劃配到了第六空降裝甲偵察團中。1944年3月，該團受命率17輛M22坦克和3輛領主坦克參與湯加行動——也就是英國在諾曼底的空降行動。然而，資料卻顯示，4月份該團的哈米卡爾滑翔機改裝完畢後，都只能搭載領主坦克。同時，3月下旬M22坦克被全部換下。之所以這樣，原因可能是M22坦克在機械和火力以及其變速箱設計方面存在問題。
該團在英國第六空降旅麾下參與了1944年6月的湯加行動，而其裝備則是20輛領主坦克。然而，因爲領主坦克薄弱的裝甲以及虛弱的火力，在作戰中，這款坦克在德軍諸如四號坦克和三號突擊炮這樣的坦克和自行火炮面前，顯得完全過時了。8月份，爲了配合第六空降師突破諾曼底地區的橋頭堡，大部分甲連的領主坦克都被換成了克倫威爾式快速巡航坦克。該連僅僅保留了3輛連本隊的領主坦克。9月，該師返回英國。1944年10月的第一週，第六空降裝甲偵察團解散但而後又很快重建。該團在重建後是徹底重組了，並用M22坦克取代了所有的領主坦克。

#### 瓦西提行動
1945年3月，第六空降師接到參加瓦西提行動——戰利品行動期間的一次支援第21軍團穿越萊茵河的空降行動。該師於3月24日與美國第17空降師會合後，計劃將利用滑翔機和降落傘在韦瑟尔城區附近降落，並佔領哈米肯林（德語：Hamminkeln）地區的具有戰略意義的村莊和艾瑟爾河上的一些重要橋樑，以及一個名叫「Diersfordter」的大森林的南部。第六空降裝甲偵察團的8輛M22坦克分成了兩隊，計劃同第6空降旅在Diersfordter森林以東，哈米肯林以西的「P」着陸點着陸，並擔任師屬後備部隊的角色。而該團的剩餘部分則會在穿越萊茵和後與第21軍團會合。

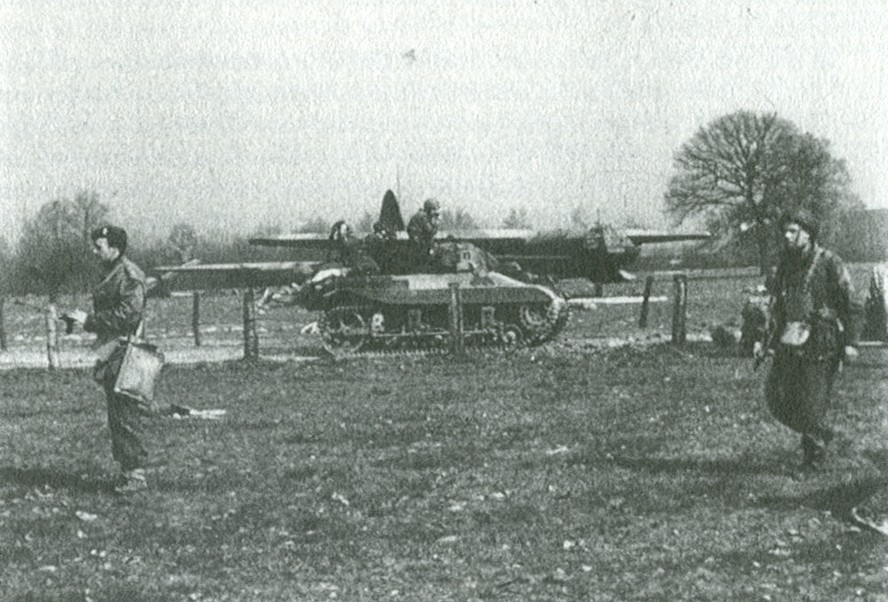
作戰中的M22坦克，攝於1945年3月

3月17日至20日，英軍將這8輛蝗蟲坦克逐步裝上哈米卡爾滑翔機，並在3月24日由哈利法克斯式重型轟炸機拖離機場。稍後，這些滑翔機與裝載了兩個英國空降師的滑翔機與運輸機會合。當時的天氣狀況很有利於作戰——能見度很高。所有8輛運載M22坦克的滑翔機都安全抵達空降區附近，但是隨後這支部隊卻在着陸時損失慘重——因爲機械故障，一架滑翔機與拖曳它的哈利法克斯式轟炸機脫節後解體，它搭載的M22坦克則墜到地面上。另外三架滑翔機則被德軍防空炮火擊中竝墜毀，這其中有一架滑翔機運載的M22坦克機槍損壞不過還能夠作戰，有一輛M22坦克墜入了一座房子，其主炮和無線電臺因爲衝擊而受損，還有一輛M22坦克在着陸時從滑翔機上掉了下來，以致炮塔着地，等於沒有用了。
最後，有6輛有作戰能力的蝗蟲坦克在着陸區着陸——這其中有幾輛坦克有一些小損傷，而且，這其中兩輛則因故永遠也到不了該團事先劃定的會合點——其中一輛完好的M22坦克前往幫助一羣正遭受一輛德軍自行火炮轟擊的美國傘兵，卻很快爲德軍的車輛擊穿，兩名乘員也因而受傷；另外一輛坦克則是在它試圖把一輛吉普車從墜毀的滑翔機裏拖出來拋錨了，儘管在這輛坦克拋錨以後，乘員依然留在坦克內支援附近的英國空降部隊。而那4輛抵達會合點的M22坦克只有兩輛完好無損，能夠作戰。這兩輛坦克立即在兩輛受損的M22坦克的掩護下開往Diersfordter森林以東的制高點。在抵達後，他們就被德軍纏住以致不得不讓一個步兵連支援他們。稍後，這兩輛坦克又遭受了猛烈的炮火和反坦克炮火的攻擊。儘管這兩輛坦克都沒有被擊傷，但是步兵卻死傷慘重。幾小時後，這兩輛坦克被迫撤退。四輛M22坦克和剩下的步兵組成了一支小隊，竝擊退了幾波德軍的進攻。最後，他們在10點30分爲第44皇家坦克團和第六空降裝甲偵察團的其餘部分所換下。

### 戰後

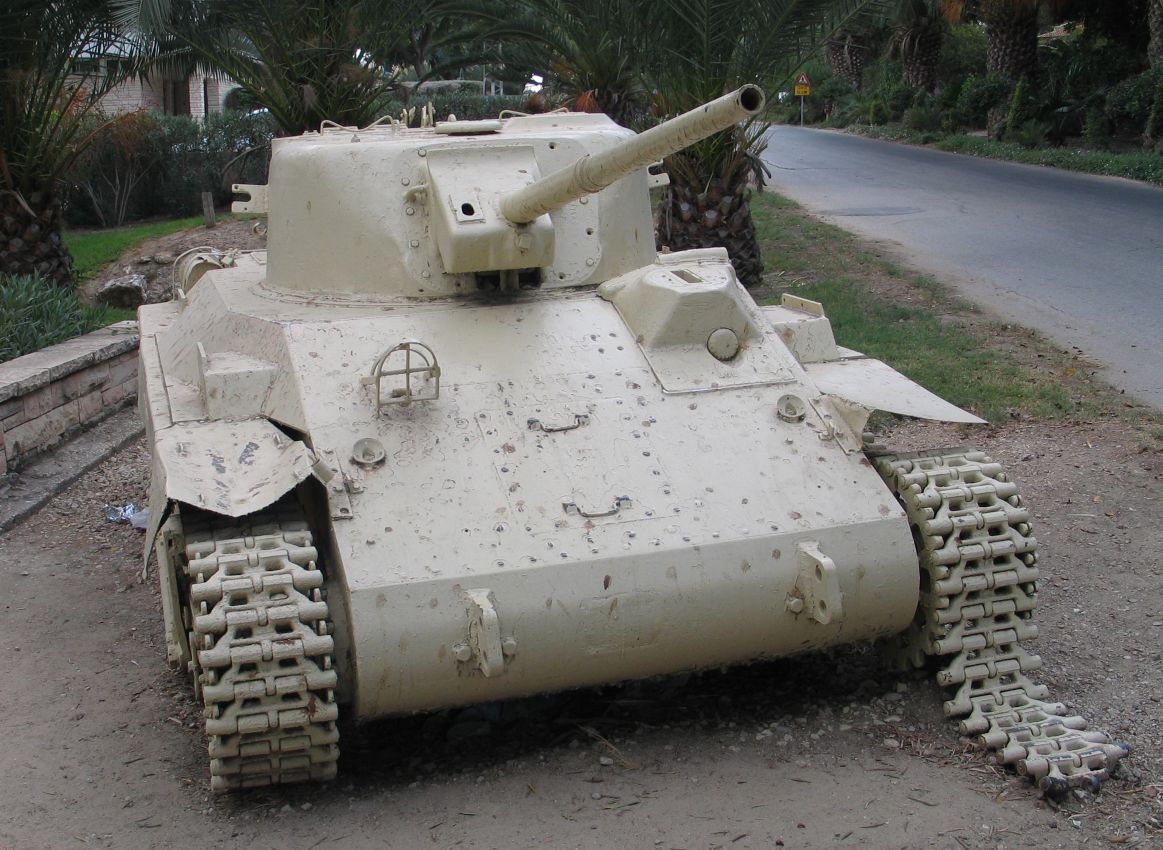
現藏於尼格巴的一輛受損的M22坦克

瓦西蒂行動是M22坦克在英國第6空降裝甲偵察團中甚至在英國陸軍中的唯一一戰。1946年1月的一次由英國陸軍部（航空）主管主持的會議臨近結束時發佈的一份報告中指出，M22坦克的設計已經過時了，而戰後的空降坦克應該採用全新的設計才行。隨後，英軍將一小部分M22坦克出售給了外國軍隊。比利時軍隊曾經把一些拆除了主炮的M22坦克當作M4雪曼坦克團的指揮車來使用。甚至還有一些M22坦克在拆除炮塔後被送回美國當作農用拖拉機來使用。另外，還有不少M22坦克在埃及陸軍中服役。在那裏，它們取代了大批像Mk.V輕型坦克這樣埃及陸軍在二戰前採購的老舊坦克。在第一次中東戰爭中，埃及人曾經使用過幾個營的M22坦克。

## 現存的坦克
現在世界各地還存有16輛M22蝗蟲坦克。這些坦克的情況各不相同。
- 其中一輛藏於英國的博文頓坦克博物館。
- 一輛現藏於代爾夫特的荷蘭皇家陸軍博物館。不過，這輛坦克沒有公開展出。
- 一輛M22坦克現由比利時布魯塞爾的皇家裝甲部隊軍史博物館展出。這輛坦克目前還可以運行，並且還會定期參加重現戰爭的遊行活動。
- 一輛M22坦克現在以色列的尼格巴展出。
- 一輛M22坦克現藏於印度阿邁德那格爾的裝甲兵博物館中。
- 一輛M22坦克現藏於康涅狄格州丹伯里的南新英格蘭軍事博物館中。
- 一輛M22坦克現存於弗吉尼亞州的李堡。在美國國家裝甲和騎兵博物館開張後，這輛坦克將會被運到那裏。
- 一輛裝有後來重做的炮塔的M22坦克現存於本寧堡。在美國國家裝甲和騎兵博物館開張後，這輛坦克將會被運到那裏。
- 一輛M22坦克現在岩島兵工廠（英语：Rock Island Arsenal）博物館中展出。
- 一輛尚能運行的M22坦克由位於美國羅謝爾的羅伯茨兵工廠二戰博物館收藏。但是炮塔是後來重做的。
- 一輛M22坦克在美國軍用車輛技術基金會中展出。
- 一輛還能運行的M22坦克目前由位於聖拉斐爾的美國軍用載具博物館收藏。不過炮塔似乎是後來重做的。
- 一個未被修復的M22坦克底盤由英格蘭的休電影用品公司收藏。其藏主同時還有一個後來重做的鑄造炮塔和一個發動機。但是這款坦克原來的履帶卻弄丟了（不過鏈輪和鏈輪可以用M5斯圖亞特上的代替）
- 一個被英軍改裝爲裝甲運兵車的M22坦克底盤現在正以未修復的狀態藏於康涅狄格州丹伯里的南新英格蘭軍事博物館中。
- 英格蘭的凱文·惠特克羅夫特擁有兩輛M22坦克。

## 外部連結
- AFV database （页面存档备份，存于）
- World War II vehicles
- OnWar
- Armor penetration table of US 37 mm guns
- M22 Locust Restoration Project